# Jean de Reyves
Jean de Haccourt dit Jean de Reyves (? - mort entre le 2 octobre 1473 et le 20 février 1474) est un noble liégeois qui fut seigneur de Tignée de 1462 à sa mort.

## Biographie
Jean de Haccourt dit de Reyves est le fils naturel de Raes de Haccourt, écuyer, seigneur de Haversin et Haibe, lui-même fils de Raes de Haccourt (?-1403), écuyer, seigneur de Haversin, et d'Alix de Rêves, fille d'Alard de Rêves, seigneur de Rêves, chevalier banneret.
Outre la seigneurie de Tignée, il possède des biens à Huy, Herck-Saint-Lambert et Chênée.
Il fait son testament en présence du curé de Chênée, le 2 octobre 1473. Par celui-ci, il désigne comme sépulture la chapelle Notre-Dame de Chênée et laisse sa femme maîtresse de tous leurs biens. Il meurt entre le 2 octobre 1473 et le 20 février 1474.
Il avait épousé Godescalca de Beesde avec qui il avait une fille, Jeanne de Reyves, encore mineure en 1478. Leur fille hérita, à la mort de son père de ses biens sis à Chênée. Elle meurt jeune, probablement avant sa mère. La veuve de Jean épouse en seconde, en 1477, Gilles le Pannetier, qui devint par ce mariage seigneur de Tignée.